# Los últimos juegos prohibidos
Los últimos juegos prohibidos (The Nightcomers, en el original) es una película de terror británica de 1971 dirigida por Michael Winner y protagonizada por Marlon Brando, Stephanie Beacham, Thora Hird, Harry Andrews y Anna Palk. Es una precuela de la novela corta de Henry James de 1898 Otra vuelta de tuerca, que ya había sido adaptada en la película de 1961 Suspense (The Innocents). La mansión en la campiña de la película es Sawston Hall, una casa solariega de estilo Tudor del siglo XVI en Sawston, Cambridgeshire.

## Trama
Recientemente huérfanos, Flora y Miles son abandonados por su nuevo tutor (Harry Andrews) y confiados al cuidado del ama de llaves, la señora Grose (Thora Hird), la institutriz, la señorita Jessel (Stephanie Beacham), y Peter Quint (Brando), el ex valet y ahora jardinero. Con solo estos tres adultos como compañía, los niños viven una vida aislada en la extensa finca señorial en el campo, y están especialmente fascinados por Peter Quint debido a su conocimiento ecléctico, sus cautivadoras historias y su voluntad de entretenerlos. Con esta audiencia admirativa, Quint dosifica sus extrañas filosofías sobre el amor y la muerte. La institutriz, la señorita Jessel, también cae bajo el hechizo de Peter y, a pesar de su repulsión, los dos se embarcan en una historia de amor sadomasoquista. Flora y Miles quedan fascinados con esta relación y ayudan a Quint y Jessel a escapar de la interferencia de la desaprobadora señora Grose.
Los niños comienzan a espiar las citas violentas de Quint y Jessel e imitan lo que ven, incluida la esclavitud, lo que culmina cuando Miles casi empuja mortalmente a Flora desde un edificio. La Sra. Grose decide escribirle al dueño ausente de la casa para que despidan a Quint y Jessel. Los niños están muy angustiados por esto y deciden tomar el asunto en sus propias manos para evitar la separación. Siguiendo las afirmaciones de Quint de que el amor es odio y que sólo en la muerte las personas pueden estar verdaderamente unidas, los niños asesinan a la señorita Jessel haciendo un agujero en el bote que usa para esperar en el río a Quint (que nunca acude a las citas), conocedores de que ella no sabe nadar. Más tarde, Quint encuentra el cuerpo rígido de la señorita Jessel en el agua, pero tiene poco tiempo para lamentar la muerte antes de que Miles lo mate con un arco y una flecha. La película termina con la llegada de una nueva institutriz, presumiblemente la que aparece en Otra vuelta de tuerca.

## Reparto
- Marlon Brando como Peter Quint
- Stephanie Beacham como la señorita Jessel
- Thora Hird como la Sra. Grose
- Harry Andrews como dueño de la casa
- Verna Harvey como Flora
- Christopher Ellis como Miles
- Anna Palk como nueva institutriz

## Diferencias con el libro
Los niños de la película son retratados unos años mayores que los de la novela de Henry James. El crítico Brian Holcomb ve la razón de esto en la naturaleza sexual de la película y sus papeles en ella (Verna Harvey tenía 19 años en ese momento).

## Producción
La película se basó en un guion original de Michael Hastings. Comenzó con el inicio de la novela y escribió hacia atrás. Dice que quería que los dos personajes principales fueran «plausibles... basándose en su extraño erotismo».
El casting de Brando se anunció en noviembre de 1970. El rodaje tuvo lugar en febrero y marzo de 1971.

## Estreno
La película se estrenó en el 32.º Festival Internacional de Cine de Venecia el 30 de agosto de 1971. 

## Recepción

### Crítica
La película recibió críticas mixtas. La actuación de Brando le valió una nominación al premio BAFTA al Mejor Actor, pero el público reciente ha criticado su caricaturesco acento irlandés. La película tiene una calificación de la crítica del 57% en Rotten Tomatoes.
Algunos críticos se han opuesto a la premisa de la película de mostrar lo que sucedió antes de la novela, ya que esto amenaza la ambigüedad que explora la novela. Tom Milne mostró una visión muy negativa de The Nightcomers, describiéndola como «una película lo suficientemente grosera como para tener al fantasma indignado de Henry James rondando por Wardour Street». Milne también criticó el guion de Hastings y afirmó que su diálogo «suena vergonzosamente como una niñera cockney que hace todo lo posible por ser gentil». Leonard Maltin culpó a la «mala dirección» de Winner por perjudicar el intento de la película de narrar los eventos anteriores de la historia original.

### Taquilla
La película fue una decepción en taquilla. Sin embargo, Michael Winner afirmó que la película recuperó su dinero y agregó que «fue solo el sexo y la violencia lo que la hizo rentable. Era más bien una pieza intelectual, pero sin la violencia no habría llegado a ninguna parte».